# Schießbecher

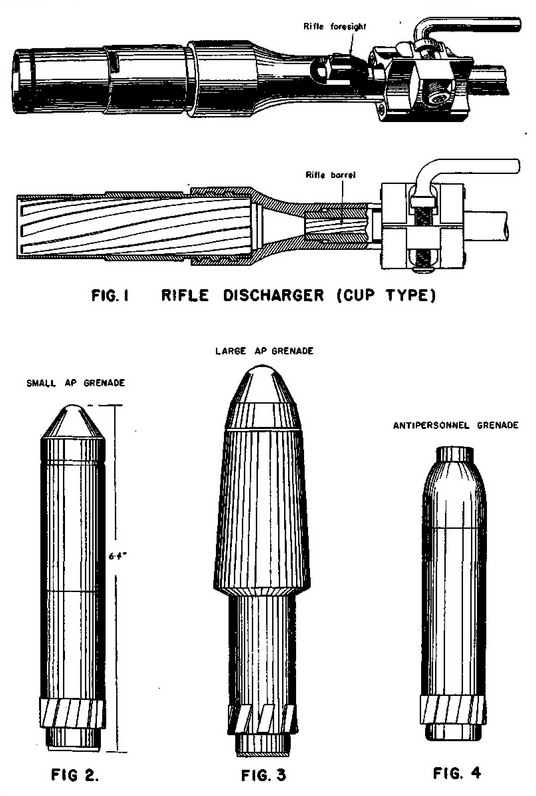
Zeichnung des Gewehrgranatgeräts

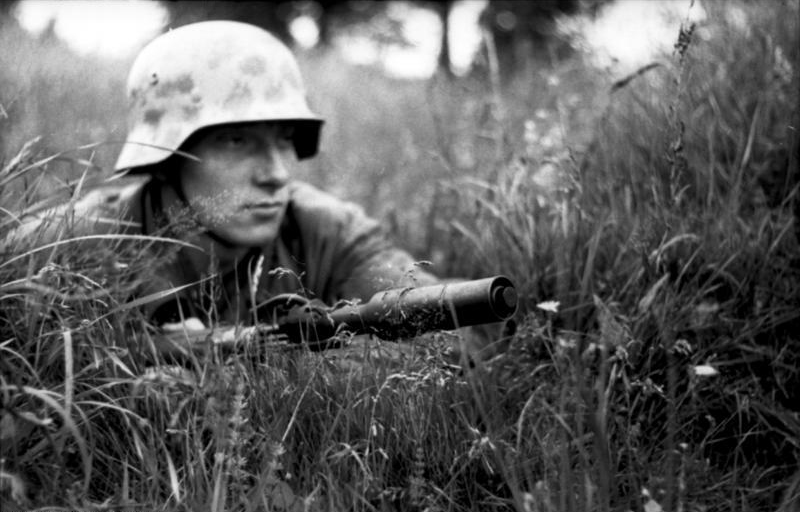
Karabiner 98k mit aufgesetztem Gewehrgranatgerät (1944)

Der Schießbecher (auch als Gewehrgranatgerät Kaliber 30 mm bezeichnet) war ein Gewehrgranatgerät der Wehrmacht im Zweiten Weltkrieg.

## Geschichte
Das 1942 eingeführte Gewehrgranatgerät Kaliber 30 mm war eine Weiterentwicklung des deutschen Gewehrgranatwerfers aus dem Ersten Weltkrieg. Der Schießbecher bestand aus einem Halter und dem Drallrohr und wurde durch zwei Klemmbacken auf dem Gewehrlauf des Karabiner 98k hinter dem Kornvisier festgeklemmt und verschraubt. Die Gewehrgranate konnte nur mit einer entsprechenden Treibpatrone verschossen werden, deren Gasdruck die Granate herausschleuderte. Die Verwendung normaler Patronen konnte zu einem Rohrkrepierer führen und schwere Schäden verursachen. Der Schießbecher war auch verwendbar mit dem StG 44 und FG 42, nicht aber dem Karabiner 98a und dem in Ungarn hergestellten Gewehr 98/40. Der Schießbecher sollte die bisherigen Granatgeräte ersetzen, da diese nicht in ausreichenden Stückzahlen vorhanden waren.
Die Aufgaben des als „Schießbecher“ bekannten Gewehrgranatgerätes waren dieselben wie die bisheriger Gewehrgranatwerfer: die Bekämpfung von Infanterie, Stellungen und von Panzern. Eine Vielzahl an Munition wie Gewehrblendgranaten, Gewehrsprenggranaten mit Aufschlags- und/oder Verzögerungszünder und Gewehr-Panzergranaten (als Hohlladungsgeschoss) ließ sich mit diesem 1.450.114 Mal hergestellten Zusatzteil verschießen. Seine Reichweite lag bei rund 300 m. Die Gewehrsprenggranate "Weitschuss" wurde sogar für Überweiten bis zu 500 m benutzt. Zum Kriegsende war das Gewehrgranatgerät gegen die Panzerung neuer alliierter Panzermodelle trotz einer Weiterentwicklung der Gewehr-Panzergranaten 30 (zur Großen Gewehr-Panzergranate 40, SS-Gewehr-Panzergranate 46 und 61) wirkungslos geworden.